# Marquesado de Montana

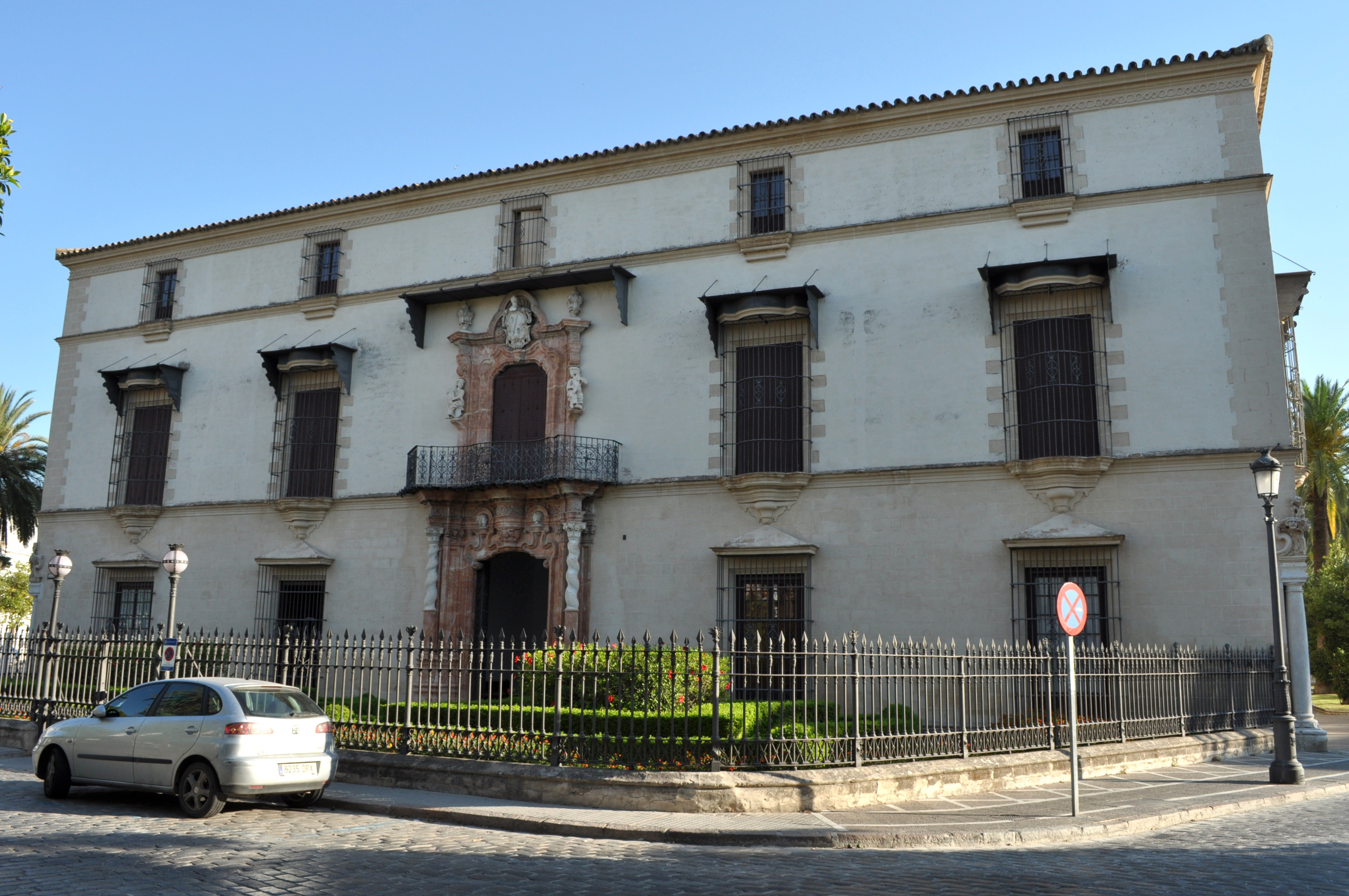
Palacio del Marqués de Montana en Jerez de la Frontera

El Marquesado de Montana es un título nobiliario español creado el 4 de abril de 1775 por el rey Carlos III a favor de Antonio Cabezas de Aranda y Román, Capitán General de las Milicias urbanas de Tarifa, Fiscal Real de Justicia de Jerez de la Frontera. Su denominación hace referencia al cortijo de Montana, situado en Jerez de la Frontera, entre esta población y Sanlúcar de Barrameda. El I marqués de Montana mandó construir en Jerez de la Frontera un palacio barroco, originalmente denominado Palacio del Marqués de Montana y hoy reconocido como palacio Domecq, por haber sido adquirido por Juan Pedro Domecq Lembeye (1796-1869) en 1855.

## Marqueses de Montana
|                                 | Titular                            | Periodo                 |
| Creación por Carlos III         | Creación por Carlos III            | Creación por Carlos III |
| ------------------------------- | ---------------------------------- | ----------------------- |
| I                               | Antonio Cabezas de Aranda y Román  | 1775-1785               |
| Rehabilitación por Alfonso XIII |                                    |                         |
| II                              | Rafael Halcón y Gutiérrez de Acuña | 1912-1919               |
| III                             | Rafael Halcón y Halcón             | 1919-1992               |
| IV                              | Joaquín Halcón y García del Cid    | 1992-actual titular     |

## Historia de los Marqueses de Montana
- Antonio Cabezas de Aranda y Román (.-1785), I marqués de Montana

Rehabilitado en 1912 por:
- Rafael Halcón y Gutiérrez de Acuña (.-1918), II marqués de Montana.

1. Casó con María Halcón y Espinosa de los Monteros. Le sucedió, en 1919 su hijo:

- Rafael halcón y Halcón (n. en 1905), III marqués de Montana.

1. Casó con María del Pilar García del Cid y de León. Le sucedió, en 1992, su hijo:

- Joaquín Halcón y García del Cid, IV marqués de Montana.

1. Casó con María del Pilar Carvajal Raggio.